# 2582 Harimaya-Bashi
2582 Harimaya-Bashi eller 1981 SA är en asteroid i huvudbältet som upptäcktes den 26 september 1981 av den japanska astronomen Tsutomu Seki vid Geisei-observatoriet. Den är uppkallad efter Harimaya-bron i den japanska staden Kōchi.
Asteroiden har en diameter på ungefär 28 kilometer.